# Mimosa aculeaticarpa
Acacia acanthocarpa é uma espécie de leguminosa do gênero Acacia, pertencente à família Fabaceae.